# Çenberci Otomotiv
Çenberci Otomotiv A.Ş. (in englischen Quellen Çenberci Group) ist ein türkisches Unternehmen und Hersteller von Automobilen.

## Unternehmensgeschichte
Ömer Çenberci gründete das Unternehmen 1987 in Izmir als Autohandel für Fahrzeuge von Suzuki. Die Entwicklung von Automobilen begann 2000 und die Produktion entweder 2001 oder 2004. Der Markenname lautet entweder Çenberci oder Diardi. Laut einer Quelle endete 2012 die Vermarktung als Çenberci.

## Fahrzeuge
Das einzige Modell ist der Diardi S. Dies ist ein Sportwagen im Stil des Lotus Seven. Das Fahrzeug ist bei einem Radstand von 257 cm 365 cm lang, 175 cm breit und 107 cm hoch. Das Leergewicht ist mit 870 kg angegeben. Die offene Karosserie bietet Platz für zwei Personen. Eine Quelle nennt einen Motor von Fiat. Eine andere Quelle nennt einen Vierzylindermotor mit 16 Ventilen, 1596 cm³ Hubraum und 120 PS Leistung. Alternativ sind Motoren mit 2200 cm³ Hubraum und 170 PS sowie mit 3200 cm³ Hubraum und 342 PS erhältlich.